# Hagwon
Hagwon es la palabra que designa en coreano a una academia privada con fines de lucro. Aunque son conocidos sobre todo por su papel como «escuelas intensivas», donde los niños pueden estudiar para mejorar sus notas en los exámenes, los hagwons en realidad cumplen varias funciones educativas:
- educación complementaria que muchos niños necesitan para estar al día con el plan de estudios regular de la escuela.
- clases de recuperación para los niños que se quedan atrás en su trabajo.
- formación en áreas de conocimiento no cubiertas en las escuelas.
- preparación para estudiantes que se esfuerzan por mejorar sus notas en los exámenes y se preparan para las pruebas de acceso a la escuela secundaria y la universidad (el examen de ingreso a la universidad también se llama suneung)

Muchos otros niños, en particular los niños más pequeños, van a hagwons no académicos para asistir a clases de piano, instrucción artística, natación y taekwondo. La mayoría de los niños pequeños en Corea del Sur asisten a un hagwon. Los hagwons también juegan un papel social; puede suceder que sean los propios niños quienes piden ir, para estar con sus amigos. También existen hagwons para adultos, por ejemplo para aprender arreglos florales o para aprender a conducir. El término también se usa a veces para describir instituciones similares gestionadas por estadounidenses de origen coreano en los Estados Unidos.
Los niños de todas las edades a menudo asisten a hagwons, incluso niños en edad preescolar . No es raro que los estudiantes estén inscritos a la vez en varios hagwons de diferentes materias, además de ir a la escuela oficial. Los hagwons a menudo se especializan en disciplinas como matemáticas, lenguas extranjeras, ciencias, artes o música. Además, hay hagwons para auxiliares de vuelo, jugadores profesionales, hip hop y aspirantes a artistas de K-pop. Muchos hagwons también tienen adultos como estudiantes, particularmente aquellos que se dedican a la enseñanza del idioma inglés.
Mientras que algunos consideran que los hagwons satisfacen una necesidad que el sistema público de enseñanza no satisface adecuadamente, otros los ven como la creación de una base desigual entre los pobres y los ricos en Corea.
En 2008 había más de 70 000 hagwons en Corea del Sur, de los cuales el 47% se concentraba en el acceso a la escuela secundaria.

## Historia y regulaciones
En 1885, Henry Appenzeller fundó la escuela Paichai (배재대학교) como cobertura para su trabajo misionero. En ese momento era ilegal predicar otras religiones en Corea. Aunque su objetivo principal era difundir su fe, los coreanos también la usaban para aprender inglés.
La educación privada, conocida como gwaoe (과외), fue prohibida por el presidente Chun Doo-hwan en 1980. Se consideró que la ventaja de la educación privada perjudicaba injustamente a los pobres y, para promover la igualdad, se ilegalizó todo acceso a ella. Con el paso de los años se fueron relajando las restricciones sobre la educación privada al permitir que cada vez más personas y organizaciones ofrecieran educación privada hasta que la prohibición se declaró inconstitucional en la década de 1990.
Los tribunales coreanos han dictaminado que puede violar la Constitución que el gobierno limite la cantidad de dinero que pueden cobrar los hagwons. A principios de 2008, el gobierno de Seúl estaba trabajando en cambios normaivos para permitir que los hagwons establecieran sus propios horarios, citando la libertad individual como principio. Sin embargo, el gobierno revirtió su posición cinco días después. Las regulaciones fueron criticadas como ineficaces porque el ayuntamiento no poseía recursos suficientes para controlarlas y hacerlas cumplir. Junto con estas restricciones, los hagwons también tuvieron que revelar los montos de sus matrículas al gobierno para que los usuarios pudieran reclamar si las escuelas intentaban aumentar la matrícula. Se revocaron las licencias de hagwons que habían realizado publicidad engañosa. Los hagwons están obligados a emitir recibos de efectivo. En julio de 2009 el gobierno inició un programa para recompensar a las personas que denunciaran a los infractores de estas nuevas regulaciones. Todas estas normas estaban destinadas a reducir el costo de la educación privada, pero algunos hagwons agregaron clases de fin de semana para compensar las lecciones más cortas entre semana. Otros padres buscaron tutores privados para compensar el tiempo de estudio perdido. Algunos hagwons simplemente ignoraron las regulaciones. En abril de 2009 se publicó que el 67 % de hagwons de la muestra había cobrado de más por la matrícula, y en el 40 % de ellos el aumento había sido de más del doble del precio registrado.
En marzo de 2008 el gobierno prohibió a los maestros de escuela crear preguntas de prueba para hagwons. Se descubrió que algunos maestros estaban filtrando exámenes y preguntas de exámenes a hagwons, lo que brindaba ventajas a los estudiantes que asistían a esas escuelas.
En octubre de 2009 padres, profesores, estudiantes y propietarios de hagwons presentaron una petición para cambiar la legislación del gobierno con respecto a los horarios de cierre de hagwon en Seúl y Busan. El tribunal constitucional dictaminó que las leyes no violaban la Constitución. La restricción se implementó para Seúl y Busan en el verano de 2009. Al dictar el fallo, el tribunal dijo: «Debido a que es importante asegurar el sueño de los estudiantes de secundaria para superar la fatiga y por el bien de su crecimiento, es difícil decir que [la prohibición] restringe excesivamente los derechos básicos».
En abril de 2010 se informó de que había más de 25 000 hagwons registrados en la Oficina de Educación Metropolitana de Seúl, con casi 6000 en el área de Gangnam. Por otra parte, los órganos de gobierno municipales, exceptuando Seúl, habían decidido no implementar el toque de queda de las 22:00. Se consideró que el toque de queda no tenía un impacto en las tarifas de educación y no abordaba la preocupación real con la educación privada. Por otra parte, ha habido intentos de eludir dicho toque de queda entre los hagwons de Seúl.

## Impacto en el mercado inmobiliario
Se ha citado una concentración de hagwons superior a la media en el área de Gangnam-gu (강남구), específicamente Daechi-dong (대치동), como la razón principal del aumento de los costos inmobiliarios en el área. En la década de 1970 el ayuntamiento de Seúl hizo que algunas de las mejores escuelas se trasladaran a la zona; sin embargo, las escuelas allí establecidas se han asociado con el acceso a las escuelas secundarias de élite y luego a las universidades de élite. Muchos residentes creen que sus hijos necesitan estar matriculados en dichas escuelas para alcanzar los niveles más altos de negocios y éxito. A medida que más padres intentan mudarse al área para permitir que sus hijos asistan a estas escuelas, los precios de los bienes raíces en el área han aumentado en un 300 % respecto a áreas similares en Seúl. En 2003, el gobierno había planeado desarrollar un centro hagwon en Pangyo para aliviar parte de la presión sobre Gangnam, pero tras recibir fuertes críticas por no intentar resolver el problema sino solo desplazarlo, dos semanas después el plan quedó cancelado.

## Hagwonsen el extranjero
En algunos países de habla inglesa existen hagwons para personas de origen coreano. En Norteamérica, alrededor del 75% de las escuelas complementarias en idioma coreano están afiliadas a iglesias. A partir de 2006, de los hagwons registrados en la Asociación de Escuelas Coreanas de América (KSAA), más del 75% estaban afiliados a iglesias coreanas. También hay hagwons formales seculares y hagwons informales seculares. Los hagwons son equivalentes a los hoshū jugyō kō (hoshūkō) en las comunidades étnicas japonesas y buxiban en las comunidades étnicas chinas. A partir de 2010, cada año más de 50.000 coreano-estadounidenses asisten a escuelas de tradición coreana.
Las escuelas coreanas se establecieron por primera vez en Hawái después de 1903, cuando llegó la primera oleada de inmigración coreana a los Estados Unidos. La generación moderna de academias complementarias coreanas se estableció por primera vez en los Estados Unidos en la década de 1970. En ese momento eran escuelas de fin de semana que tenían la misión de preservar la identidad coreanoestadounidense en sus estudiantes. Enseñaron el idioma coreano, lograron la asimilación de los niños coreano-estadounidenses y ofrecieron programas de tutoría después de la escuela. Había casi 500 escuelas registradas en la KSAA a fines de la década de 1980. A partir de la década de 1990 también hubo hagwons que eran programas complementarios de preparación académica como los de Corea.
Kang Hee-Ryong, autor de la tesis doctoral Supremacía blanca, racialización y política cultural de las escuelas de idiomas de herencia coreana, escribió que las escuelas de herencia coreana «no son simplemente un medio de contrahegemonía contra las fuerzas racializadoras», sino el «producto de compromisos» entre diferentes generaciones de coreano-estadounidenses.